# Frank Zamboni
Frank Joseph Zamboni, Jr. (16. ledna 1901 Eureka, Utah, USA – 27. června 1988) byl americký vynálezce, známý zejména svým vynálezem rolby na úpravu ledové plochy.
Narodil se v Eurece ve státě Utah italským imigrantům. Brzy si ale jeho rodiče koupili statek v Pocatellu, ve státě Idaho, kde vyrůstal. V roce 1920 se s rodiči přestěhoval do přístavní části Los Angeles, kde jeho starší bratr George vlastnil autoopravnu. Po dokončení obchodní školy v Chicagu si se svým mladším bratrem Lawrencem otevřel elektroobchod na předměstí Los Angeles, v Hynesu (nyní část obce Paramount). V roce 1923 se oženil a se svou manželkou měl později tři děti. V roce 1927 otevřel s Lawrencem ledárnu. V roce 1939 si uvědomili, že tento obchod jim v budoucnu už moc nevydělá kvůli příchodu elektrických chladniček. Rozhodli se, že své přebytečné chladicí vybavení použijí k otevření ledového kluziště.
V roce 1940 si bratři společně se svým bratrancem otevřeli ledovou plochu, která se stala oblíbenou a funguje dodnes. Na ledě použil novou technologii, která odstranila vlnění ledu způsobené mrazicími tyčemi, jež led ochlazovaly. Roku 1946 získal na technologii patent. V roce 1949 vynalezl stroj, který výrazně zrychlil údržbu ledu: místo devadesátiminutové práce tří mužů zvládl tuto práci jeden muž s rolbou za patnáct minut. Požádal o patent na rolbu a v Paramountu založil firmu Frank J. Zamboni & Co., která rolby vyráběla a prodávala. Patent získal v roce 1953. Na začátku padesátých let rolby vyráběl na automobilu Jeep CJ-3Bs, mezi lety 1956 a 1964 pak pouze na šasi těchto vozů. Kvůli úspěchu postavil další továrnu v Bramptonu v kanadské provincii Ontario a pobočku ve Švýcarsku. Označení Zamboni je dodnes ochrannou známkou, v angličtině se ale občas používá jako obecné jméno pro označení takového stroje libovolné značky (v češtině vzniklo označení rolba obdobným způsobem, apelativizací švédské značky Rolba).
V sedmdesátých letech vynalezl stroje na odstranění vody z venkovních umělých trávníků, odstranění pruhů a skládání a vykládání ve stadionech[kde?]. Jeho posledním vynálezem byl v roce 1983 stroj odstraňující led nahromaděný na okrajích kluziště.
Zemřel ve věku 87 let na rakovinu plic asi dva měsíce po smrti své ženy. Firma Zamboni dodnes prodala přes 10 000 roleb Zamboni Ice Resurfacer, přičemž 10 000. stroj si koupil v dubnu 2012 tým Montreal Canadiens pro stadion Bell Centre. Firmu dodnes vlastní a provozuje Zamboniho rodina včetně Frankova syna a vnuka.
V roce 2009 byl posmrtně uveden do Síně slávy amerického hokeje.